# Jules Verne Trophy

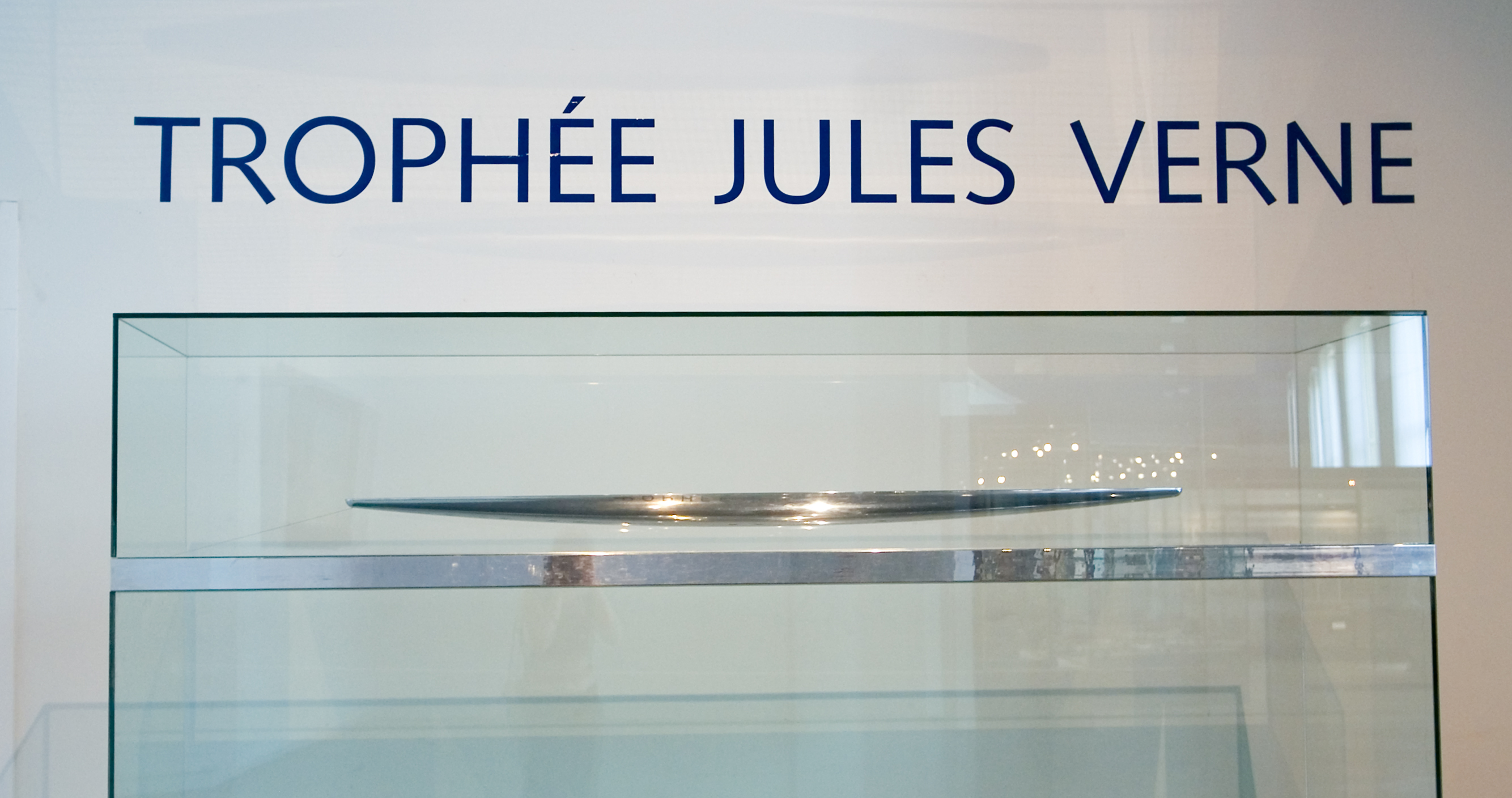
Die Trophäe im Musée national de la Marine, Paris

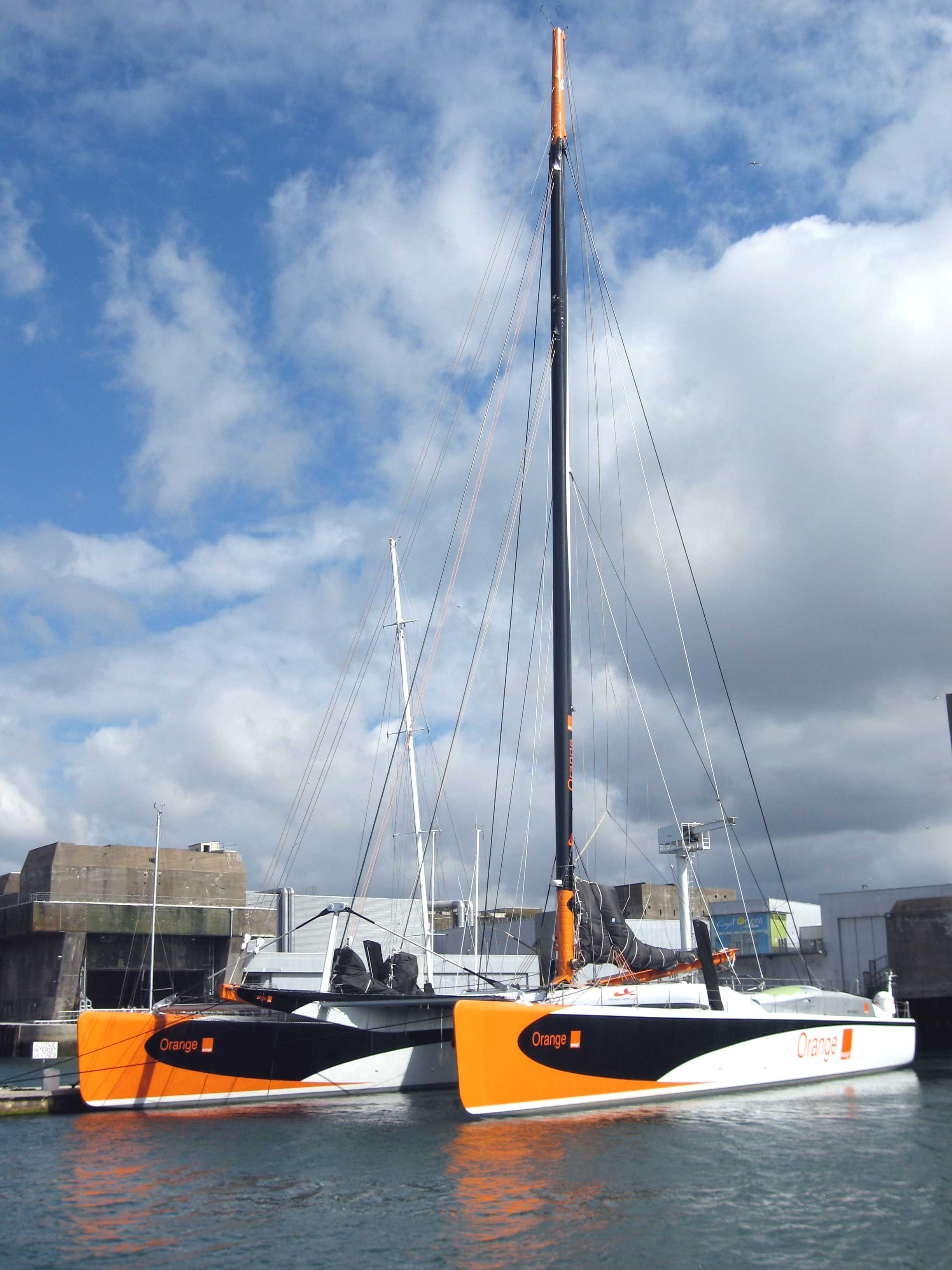
2005 bis 2010: Katamaran Orange II unter Bruno Peyron

Die Jules Verne Trophy (englisch; französisch eigentlich: Trophée Jules Verne, deutsch auch Jules-Verne-Trophäe) ist ein Preis, der für die schnellste Weltumrundung per Segelboot unter bestimmten Regeln vergeben wird. Die Trophäe bleibt im Besitz des schnellsten Weltumseglers, bis ein neuer Rekord erreicht wird.
Seit Auslobung des Preises 1990 planen viele Weltumrundungs-Rekordsegler ihre Fahrten so, dass sie den Regeln der Jules Verne Trophy genügen. Deswegen sind die Besitzer des Preises meistens zugleich die Rekordhalter der schnellsten Weltumsegelung überhaupt (und umgekehrt).
Benannt ist der Preis nach Jules Verne, dem Verfasser des Romans Reise um die Erde in 80 Tagen. Die ursprüngliche Idee der Trophy wird Yves Le Corned um 1985 zugeschrieben, als eine Weltumsegelung in nur 80 Tagen aufgrund der immensen Fortschritte im Bootsbau zu einem realistischen Ziel wurde. Regeln wurden 1990 definiert. Ein Komitee, dem mehrere namhafte Hochseesegler angehören, überprüft die Einhaltung der Regeln.

## Route und Regeln

### Route

Grobe Route

Startlinie der Jules Verne Trophy ist eine gedachte Linie zwischen dem Leuchtturm Phare du Créac’h auf der französischen Insel Ouessant und Lizard Lighthouse auf der britischen Halbinsel The Lizard. Bei der Weltumrundung müssen das Kap der Guten Hoffnung (Südafrika), das Kap Leeuwin (Australien) und das Kap Hoorn (Südamerika) an Backbord gelassen werden. Das Ziel ist erreicht, wenn die Start-/Ziellinie in der Gegenrichtung passiert wird.
Die Länge der Strecke beträgt mindestens 21600 Seemeilen (40003 km).

### Regeln

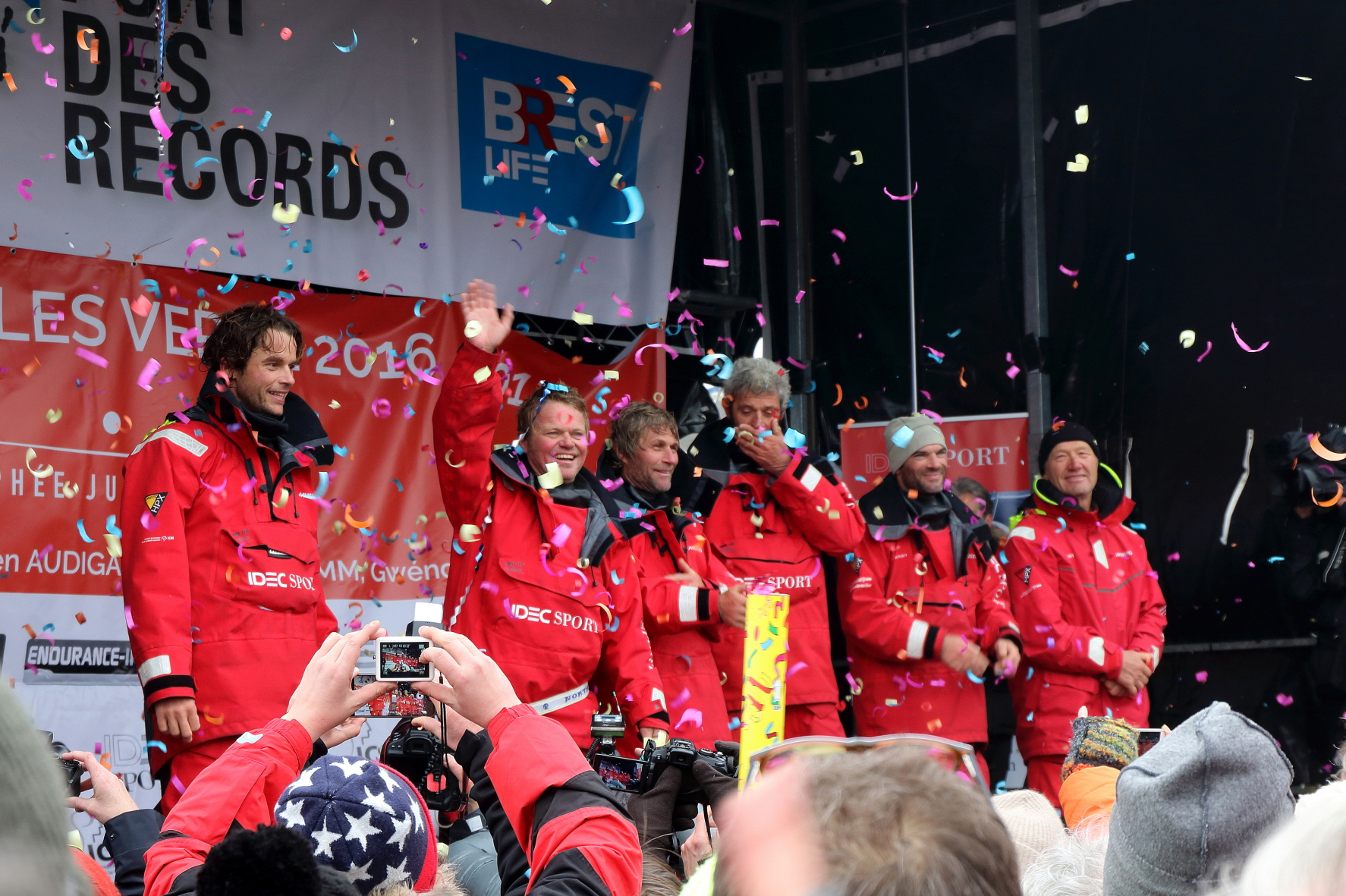
Gewinner 2017: Die Crew des Trimaran IDEC Sport unter Francis Joyon (rechts)

Gestartet werden kann, sobald das World Sailing Speed Record Council (WSSRC) das Ansinnen zur Kenntnis genommen, die Gebühren eingezogen und die Erlaubnis dazu erteilt hat.
Das Boot darf nur durch natürliche Wind- und Körperkraft bewegt werden, die Weltumrundung hat nonstop und ohne physische Einwirkung oder Hilfe durch Außenstehende zu erfolgen. Einschränkungen bezüglich Schiffs- oder Crew-Größe gibt es keine.

## Trophäe
Die Trophäe ist eine von dem US-amerikanischen Künstler Tom Shannon gestaltete Plastik, die aus einem etwa 2 m langen schweben stilisierten Schiffsrumpf über einer deutlich längeren Basis besteht.
Der „Bootsrumpf“ und die Basis sind jeweils nur etwa 10 cm hoch und werden von einer Vitrine bündig umschlossen. Sie enthalten Magnete, die den Rumpf in einem Magnetfeld etwa 2 oder 3 Finger breit über der Basis schweben lässt. Der Rumpf greift in ihrer Form die Verhältnisse der Radien von Sonne, Erde und Mond auf und soll in ihren Proportionen Bezug zu Bootsrümpfen und dem Menschen selbst herstellen. Er ist nur an seiner Unterseite – in Spiegelschrift – beschriftet, der Text kann als Spiegelung in der spiegelnden, ebenen, horizontalen Fläche der Basis gelesen werden.
Die jeweiligen Gewinner werden zu einer Zeremonie eingeladen, behandschuht das Kernstück der Trophäe in seine stabile schwebende Position zu bringen. Die Trophäe steht im Marinemuseum in Paris und war 1995, als eine britisch-neuseeländische Crew die Wettfahrt gewonnen hatte, im New Zealand Maritime Museum Hui Te Anaui A Tangaroa in Auckland, das 1993 eröffnet wurde.

## Gewinner
Bei den erfolgreichen Booten handelt es sich aber ausnahmslos um Mehrrumpfboote. Der Rekord von 2017 entspricht mit seiner Dauer von knapp 41 Tagen einer Durchschnittsgeschwindigkeit von etwa 40,5 km/h oder 21,9 Knoten.
| Jahr             | Skipper, Crewgröße                 | Nationalität       | Boot               | Zeit                  | Weltumsegelungsrekord                                                                                      |
| ---------------- | ---------------------------------- | ------------------ | ------------------ | --------------------- | --- |
| 2017 (Januar)    | Francis Joyon, 6                   | Frankreich         | IDEC Sport         | 40 d 23 h 30 min 30 s | ebenso |
| 2012 (Januar)    | Loïck Peyron, 14                   | Frankreich         | Banque Populaire V | 45 d 13 h 42 min 53 s | ebenso |
| 2010 (März)      | Franck Cammas, 10                  | Frankreich         | Groupama 3         | 48 d 7 h 44 min 52 s  | ebenso |
| 2005 (März)      | Bruno Peyron, 14                   | Frankreich         | Orange II          | 50 d 16 h 20 min 4 s  | ebenso |
| 2004 (29. April) | Olivier de Kersauson, 13           | Frankreich         | Geronimo           | 63 d 14 h             | seit März 2004: Steve Fossett (USA) auf Cheyenne mit 12-köpfiger Crew – 58 d 9 h 32 min 45 s               |
| 2002 (Mai)       | Bruno Peyron, 13                   | Frankreich         | Orange             | 64 d 8 h 37 min 24 s  | ebenso bis März 2004, ab dann Steve Fossett (USA) auf Cheyenne mit 12-köpfiger Crew – 58 d 9 h 32 min 45 s |
| 1997 (März)      | Olivier de Kersauson, 7            | Frankreich         | Sport Elec         | 71 d 14 h 22 min 8 s  | ebenso |
| 1994/95 (Januar) | Robin Knox-Johnston Peter Blake, 8 | England Neuseeland | Enza New Zealand   | 74 d 22 h 17 min 22 s | ebenso |
| 1993/94 (Januar) | Bruno Peyron, 5 – darunter 1 Frau  | Frankreich         | Commodore explorer | 79 d 6 h 15 min 56 s  | ebenso |

### Andere Weltumrundungen unter Segeln
- Volvo Ocean Race
- Vendée Globe – Nonstop- und Solo-Regatta um die Welt
- Barcelona World Race – Nonstop- und Zweipersonen-Regatta um die Welt
- Around Alone – Solo-Regatta um die Welt, mit Zwischenstopps
- Global Challenge – Amateur-Weltumseglungsregatten seit 1992 in Ost-West-Richtung